# テネラニ
テネラニ（Tenerani、1944年 - ?）はイタリアの競走馬。イタリアの天才馬産家であるフェデリコ・テシオの傑作でダービーイタリアーノ、ミラノ大賞典等に勝ったほか、イタリア国内にとどまらず、イギリスでもグッドウッドカップ、クイーンエリザベスステークスに勝った。
種牡馬としてはイタリアとイギリスで供用された。産駒は1955年と1956年凱旋門賞を連覇したリボーが有名である。

## 戦績
リボーやネアルコと同じフェデリコ・テシオの生産で、テシオの生産馬の中でも特に国際的に活躍した競走馬として知られている。父はダービーイタリアーノ優勝馬ベリーニ、その父は5戦無敗でテシオが生前生涯最良の名馬と褒め称えた程の名馬カヴァリエレダルピーノであり、テシオとしては珍しく自家生産馬を用いて生産している。
競走成績、種牡馬成績共に優れ、3歳時にはダービーイタリアーノ、セントレジャーイタリアーノ、ミラノ大賞典、イタリア大賞典、イタリアジョッキークラブ大賞等に勝ち、1947年イタリア最優秀3歳馬に選ばれた。翌年は活躍の場をイタリア国外にも広げクイーンエリザベスステークス、グッドウッドカップの2つの権威あるイギリスの競走に勝った。イタリアでもオムニウム賞（現イタリア共和国大統領賞）に勝ち、ミラノ大賞典2着等活躍した。この年もイタリア最優秀古馬に選ばれている。
引退後は当初イタリアで種牡馬入り。1952年にイギリスに輸出され、1960年再輸入された。産駒はリボーが飛び抜けて知られているが、他にもアスコットゴールドカップ連覇の名ステイヤーファイティングチャーリー (Fighting Charlie) 、グッドウッドカップ親子制覇のテンターフックス (Tenterhooks) 、ミラノ大賞典優勝馬マルホア (Malhoa) 、セントレジャーイタリアーノ優勝馬デレイン (Derain) 、ドンカスターカップ優勝馬ボナール (Bonnard) 、イタリアリーディングサイアーティソ (Tissot) らがいる。これら産駒群の子孫は全て2・3代で滅び、直系子孫はリボーを通じてのみ伝えられている。子孫はリボー系参照。

## 血統表
| テネラニの血統         | テネラニの血統                         | テネラニの血統                         | （血統表の出典）                       | （血統表の出典） |
| 父系                   | セントサイモン系                       | セントサイモン系                       | セントサイモン系                       | [ § 2 ]          |
| 父 Bellini 1937 鹿毛   | 父の父Cavaliere d'Arpino 1926 鹿毛     | Havresac 1915                          | Rabelais                               | Rabelais         |
| 父 Bellini 1937 鹿毛   | 父の父Cavaliere d'Arpino 1926 鹿毛     | Havresac 1915                          | Hors Concours                          |                  |
| 父 Bellini 1937 鹿毛   | 父の父Cavaliere d'Arpino 1926 鹿毛     | Chuette 1916                           | Cicero                                 | Cicero           |
| 父 Bellini 1937 鹿毛   | 父の父Cavaliere d'Arpino 1926 鹿毛     | Chuette 1916                           | Chute                                  |                  |
| 父 Bellini 1937 鹿毛   | 父の母Bella Minna 1923 栗毛            | Bachelor's Double 1906                 | Tredennis                              | Tredennis        |
| 父 Bellini 1937 鹿毛   | 父の母Bella Minna 1923 栗毛            | Bachelor's Double 1906                 | Lady Bawn                              |                  |
| 父 Bellini 1937 鹿毛   | 父の母Bella Minna 1923 栗毛            | Santa Minna 1915                       | Santoi                                 | Santoi           |
| 父 Bellini 1937 鹿毛   | 父の母Bella Minna 1923 栗毛            | Santa Minna 1915                       | Minnow                                 |                  |
| 母 Tofanella 1931 栗毛 | 母の父Apelle 1923 栗毛                 | Sardanapale 1911                       | Prestige                               | Prestige         |
| 母 Tofanella 1931 栗毛 | 母の父Apelle 1923 栗毛                 | Sardanapale 1911                       | Gemma                                  |                  |
| 母 Tofanella 1931 栗毛 | 母の父Apelle 1923 栗毛                 | Angelina 1913                          | St.Frusquin                            | St.Frusquin      |
| 母 Tofanella 1931 栗毛 | 母の父Apelle 1923 栗毛                 | Angelina 1913                          | Seraphine                              |                  |
| 母 Tofanella 1931 栗毛 | 母の母Try Try Again 1922 鹿毛          | Cylgad 1909                            | Cyllene                                | Cyllene          |
| 母 Tofanella 1931 栗毛 | 母の母Try Try Again 1922 鹿毛          | Cylgad 1909                            | Gadfly                                 |                  |
| 母 Tofanella 1931 栗毛 | 母の母Try Try Again 1922 鹿毛          | Perseverance 1904                      | Persimmon                              | Persimmon        |
| 母 Tofanella 1931 栗毛 | 母の母Try Try Again 1922 鹿毛          | Perseverance 1904                      | Reminiscence                           |                  |
| 母系(F-No.)            | 6号族(FN:6-d)                          | 6号族(FN:6-d)                          | 6号族(FN:6-d)                          | [ § 3 ]          |
| 5代内の近親交配        | Cyllene：M4×S5×M5, St. Simon：S5×M5×M5 | Cyllene：M4×S5×M5, St. Simon：S5×M5×M5 | Cyllene：M4×S5×M5, St. Simon：S5×M5×M5 | [ § 4 ]          |
| 出典                   | 1. 2. 3. 4.                            | 1. 2. 3. 4.                            | 1. 2. 3. 4.                            | 1. 2. 3. 4.      |